# 長野落
長野落（ながのおとし）は埼玉県行田市・鴻巣市を流れる用水路である。

## 概要
行田市大字小見に源を発する。同市富士見町二丁目で武蔵水路と伏せ越しで交差し、行田市内を南東方向へ流れる。行田浄水場や古代蓮の里の北側を通って南東に流れ、「長野落伏越」で旧忍川と伏せ越しで交差した後、鴻巣市大字赤城で野通川に合流する。「落」は排水路であることを示すが、用水路としても用いられる。江戸時代に埼玉沼が干拓された際に沼の北側に作られた附廻堀を起原とする。当時は見沼代用水に排水していたが、現在は野通川に排水する。上流域は住宅や工業地となっているが、下流域は水田などの農地である。

## 河川施設
- 長野落放流口 - 武蔵水路を交差する地点に所在する。
- 長野落伏越 - 1933年（昭和8年）建設。日本の近代土木遺産に選定[1][2]。

## 橋梁
- 新富士見橋[3]（埼玉県道128号熊谷羽生線）
- 八反田橋[3]
- 長田橋[3]
- 八幡橋（市道南大通線）
- 大竹橋
- 名称不明
- 名称不明
- 新宮前橋（埼玉県道364号上新郷埼玉線）

※ 橋は数多く架かるが名前の付いた橋は少ない。